# Suíça no Festival Eurovisão da Canção Júnior
A Suíça participou uma vez em 2004. A Radiotelevisione svizzera (RSI), uma organização membro da multilingue Swiss Broadcasting Corporation (SRG SSR) e da União Europeia de Radiodifusão (EBU), foi responsável pelo processo de seleção da sua participação. O único representante da nação a participar foi Demis Mirarchi com a música "Birichino", que terminou na décima sexta colocação entre dezoito inscrições participantes, alcançando a pontuação de quatro pontos. A Suíça não competiu nas edições subsequentes devido a dificuldades financeiras.

## História
A emissora de língua italiana RTSI decidiu desde o início que, devido a questões orçamentárias, o vencedor do do Mara e Meo representaria o país no Festival Eurovisão da Canção Júnior 2004. Embora as regras da EBU na época proibia a entrada de cantores profissionais, segundo a RTSI, a EBU havia aberto uma exceção. Apesar de não serem responsáveis pela inscrição do país, as emissoras de língua alemã e francesa SRF e RTS transmitiram o concurso com comentários na língua nativa.
No ano seguinte, devido a dificuldades financeiras, a RTSI anunciou que não poderia participar no concurso sem a participação de outras emissoras na Suíça e o financiamento do SRG SSR. A RTSI reafirmou esta decisão em 2016.

## Idiomas a concurso
| Idioma   | Vezes |
| -------- | ----- |
| Italiano | 1     |

## Participação
Legenda
     Vencedor
     2.º lugar
     3.º lugar
     Pontuação Nula ("Null Points")/Último Lugar
     Melhor classificação (fora do top 3)
     Qualificação para a final (fora do top 3)
     País-anfitrião
     Desclassificado
| 1º                       | Lillehammer 2004 | Demis Mirarchi | "Birichino" C & L:Demis Mirarchi | Fofo | Italiano | 16º | 4 |
| Não participa desde 2004 |                  |                |                                  |      |          |     |   |

## Comentadores e porta-vozes
| Ano(s)        | Comentador | Porta-voz       |
| ------------- | --- | --------------- |
| 2004          | - German: Roman Kilchsperger (SF2) - French: Marie-Thérèse Porchet (TSR 2) - Italian: Claudio Lazzarino and Daniele Rauseo (TSI 1) | Gaia Bertoncini |
| 2005–Presente | Sem transmissão | Não participou  |